# Стерченська сільська рада
Сте́рченська сільська́ ра́да — адміністративно-територіальна одиниця та орган місцевого самоврядування у Глибоцькому районі Чернівецької області. Адміністративний центр — село Стерче.

## Загальні відомості
- Населення ради: 1 231 особа (станом на 2001 рік)

## Населені пункти
Сільській раді підпорядковані населені пункти:
- с. Стерче

## Склад ради
Рада складається з 16 депутатів та голови.
- Голова ради: Будей Наталія Василівна
- Секретар ради: Анжієвська Домніка Іванівна

### Керівний склад попередніх скликань
| Прізвище, ім'я, по батькові | Основні відомості                                                                                  | Дата обрання | Дата звільнення |
| --------------------------- | -------------------------------------------------------------------------------------------------- | ------------ | --------------- |
| Будей Наталія Василівна     | Сільський голова, 1982 року народження, освіта вища, член Всеукраїнського об'єднання «Батьківщина» | 26.03.2006   | 31.10.2010      |
| Будей Наталія Василівна     | Сільський голова, 1982 року народження, освіта вища, член Всеукраїнського об'єднання «Батьківщина» | 31.10.2010   |                 |

Примітка: таблиця складена за даними сайту Верховної Ради України

### Депутати
За результатами місцевих виборів 2010 року депутатами ради стали:

#### За суб'єктами висування
| Суб'єкт висування | Кількість обраних депутатів | %   |
| ----------------- | --------------------------- | --- |
| Самовисування     | 16                          | 100 |

#### За округами
| № округу | Прізвище, ім'я, по батькові     | Дата визнання обраним | Освіта             | Партійна приналежність | Відомості про обраного депутата                          |
| -------- | ------------------------------- | --------------------- | ------------------ | ---------------------- | -------------------------------------------------------- |
| 1        | Будей Василь Троянович          | 05.11.2010            | середня            | позапартійний          | тимчасово не працює                                      |
| 2        | Данилюк Марія Луківна           | 05.11.2010            | середня спеціальна | позапартійна           | Стерченський фельдшерсько-акушерський пункт, завідувачка |
| 3        | Крайничук Альона Миколаївна     | 05.11.2010            | вища               | позапартійна           | Глибоцька центральна районна лікарня, лікар              |
| 4        | Патраш Олена Луківна            | 05.11.2010            | середня            | позапартійна           | Стерченська загальноосвітня школа, повар                 |
| 5        | Анжієвська Домніка Іванівна     | 05.11.2010            | середня спеціальна | позапартійна           | Стерченська сільська рада, секретар                      |
| 6        | Кравчук В'ячеслав Костянтинович | 05.11.2010            | незакінчена вища   | позапартійний          | приватний підприємець                                    |
| 7        | Боднарюк Марія Тодорівна        | 05.11.2010            | середня            | позапартійна           | тимчасово не працює                                      |
| 8        | Хриптун Валентина Георгіївна    | 05.11.2010            | вища               | позапартійна           | Стерченський дошкільний дитячий заклад, вихователь       |
| 9        | Кирилюк Альона Іванівна         | 05.11.2010            | вища               | позапартійна           | МПП ФВК «Мрія», фармацевт                                |
| 10       | Мешак Галина Василівна          | 05.11.2010            | середня спеціальна | позапартійна           | Стерченський дошкільний дитячий заклад, завідувачка      |
| 11       | Будей Домніка Іванівна          | 05.11.2010            | середня спеціальна | позапартійна           | Стерченська сільська рада, спеціаліст                    |
| 12       | Тріффо Валентина Яківна         | 05.11.2010            | вища               | позапартійна           | Стерченська загальноосвітня школа, вчитель               |
| 13       | Пшеничко Олена Пилипівна        | 05.11.2010            | середня спеціальна | позапартійна           | Стерченська загальноосвітня школа, вчитель               |
| 14       | Лукаш Ольга Олександрівна       | 05.11.2010            | вища               | позапартійна           | Стерченська загальноосвітня школа, вчитель               |
| 15       | Данілюк Наталія Іванівна        | 05.11.2010            | середня спеціальна | позапартійна           | Стерченська бібліотека, завідувачка бібліотеки           |
| 16       | Боднарюк Людмила Василівна      | 05.11.2010            | вища               | позапартійна           | Стерченський клуб, завідувачка клубу                     |